# Суздалева, Нина Владимировна
Нина Владимировна Суздалева (14 сентября 1939, город Гудермес Грозненской области — 5 мая 1988, Ленинград) — советская художница, живописец, член Ленинградского Союза художников.

## Биография
Суздалева Нина Владимировна родилась 14 сентября 1939 года в городе Гудермесе Грозненской области. После смерти в 1946 году отца семья переехала в Пятигорск. Там в 1956 году Суздалева окончила среднюю школу и поступила в Ростовское художественное училище. После окончания училища в 1961 году приехала в Ленинград и поступила на отделение живописи ЛИЖСА имени И. Е. Репина. В 1967 окончила институт по мастерской монументальной живописи А. Мыльникова с присвоением квалификации художника-живописца. Дипломная работа — фреска для здания правительственной дачи на Каменном острове на тему «Весна».
После окончания института в 1967-1969 годах занималась в аспирантуре, одновременно работала ассистентом кафедры живописи ЛИЖСА имени И. Е. Репина, а с осени 1969 года преподавала рисунок и акварель на архитектурном факультете института. В 1970 году была принята в члены Ленинградского Союза художников. С 1967 года участвовала в выставках, экспонируя свои работы вместе с произведениями ведущих мастеров изобразительного искусства Ленинграда. Писала портреты, жанровые картины, натюрморты, занималась монументальной живописью, акварелью.
Среди произведений, созданных Н. Суздалевой в станковой живописи, картины «Студентка» (1969), «Портрет девушки» (1971), «Ткачиха фабрики им. А. Желябова З. Галейко», «Ткачиха Л. Евстифеева» (обе 1972), «В. Бердник, мастер фабрики «Рабочий», «Натюрморт с репродукцией», «Цветы», «Ткачиха Е. Демидова» (все 1973), «Семья» (1975), «Ветка цветущей вишни», «Натюрморт с куклой» (обе 1978), «Вести с фронта» (1980) и другие.
Скончалась 5 мая 1988 года в Ленинграде на 49-м году жизни.
Произведения Н. В. Суздалевой находятся в музеях и частных собраниях в России и за рубежом.

## Выставки
- 1969 год (Ленинград): Весенняя выставка произведений ленинградских художников.
- 1971 год (Ленинград): Наш современник. Каталог выставки произведений ленинградских художников 1971 года.
- 1972 год (Ленинград): Наш современник. Вторая выставка произведений ленинградских художников.
- 1973 год (Ленинград): Наш современник. Третья выставка произведений ленинградских художников.
- 1973 год (Ленинград): Натюрморт. Выставка произведений ленинградских художников.
- 1975 год (Ленинград): Наш современник. Зональная выставка произведений ленинградских художников.
- 1978 год (Ленинград): Осенняя выставка произведений ленинградских художников.
- 1980 год (Ленинград): Зональная выставка произведений ленинградских художников.